# Émile Gilioli

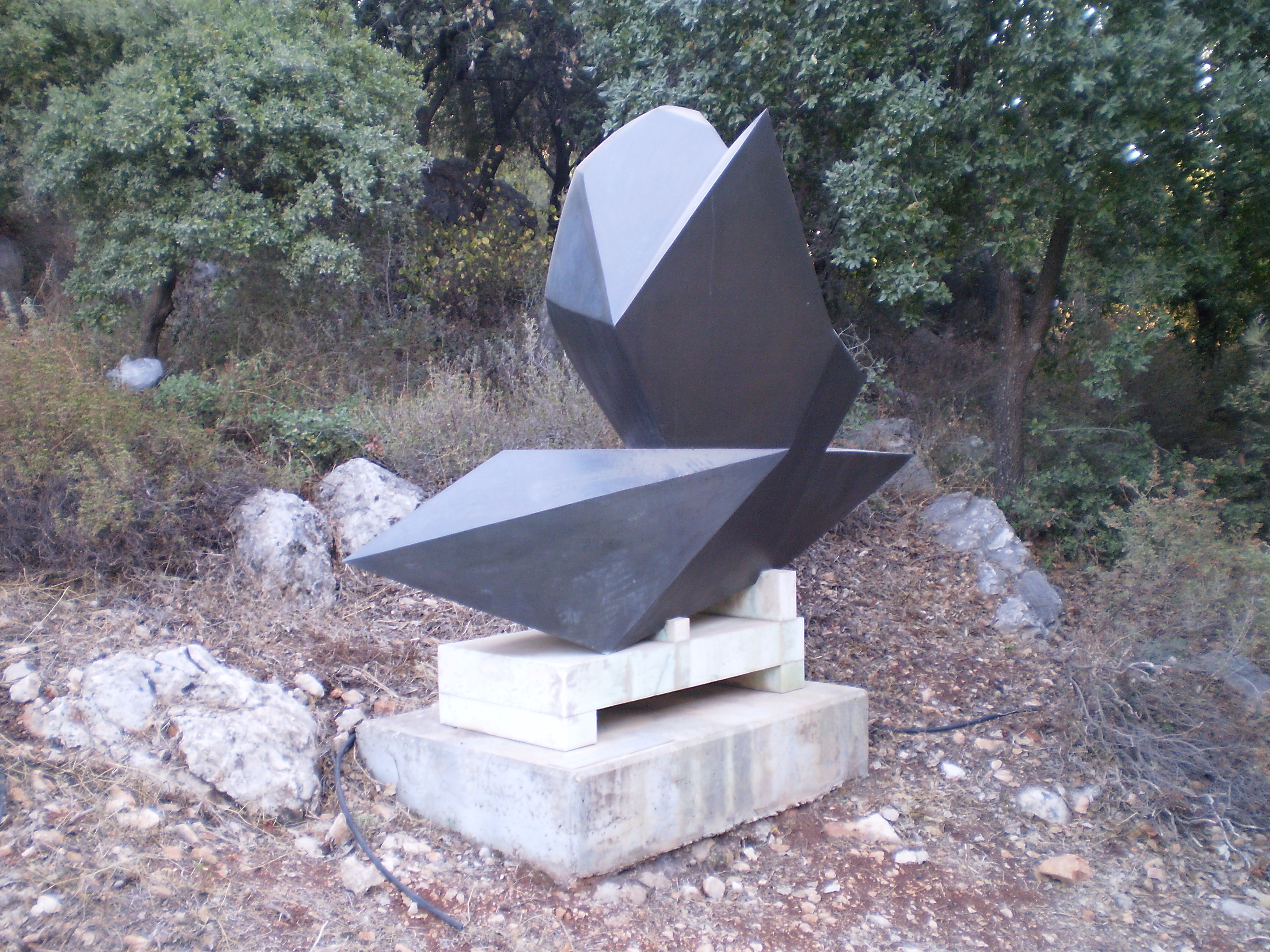
Je batiri ma maison sur un roc, Israel.

Émile Gilioli, född 10 juni 1911 i Paris, död där 19 juni 1977, var en fransk skulptör och textilkonstnär.
Émile Gilioli föddes av italienska föräldrar i Paris och växte från tre års ålder upp i Mantua i Italien och i Nice. Han utbildade sig först till smed och konstnärligt genom kvällskurser på l'École des Arts Décoratifs i Nice 1928–1930. Från 1931 studerade han för Jean Boucher på l'École des Beaux-Arts i Paris. Han fick där intresse för klassisk grekisk och fornegyptisk skulptur och influerades av kubismen. Under den tyska ockupationen under andra världskriget bodde han i Grenoble, där han hade sin första utställning 1945.
Efter andra världskriget bodde och verkade Émile Gilioli i Paris, där han umgicks med abstrakta konstnärer som Constantin Brancusi och Serge Poliakoff. Han arbetade med mycket förenklade former i material som carraramarmor, onyx och högpolerad brons.

## Offentliga verk i urval
- Sphere (1945), högpolerad brons, Centre Pompidou-museet i Paris
- Klocktornet (1958), polerad brons, Marabouparken i Sundbyberg
- Esprit, eau et sang (1961), Veritas-parken vid Henie-Onstad Kunstsenter på Høvikoddeni Bærum i Norge
- Tour (1963), målat stål, utanför Dunkerques gymnasium, Frankrike
- Hommage á Dag Hammarskjöld (1968), polerad brons, utanför Stadsbiblioteket i Jönköping
- Monument de la Résistance (1973), betong, Glières-platån, nära Annecy i Frankrike
- Fågelmannen (1959), Galjevångsparken i Lund